# Willow City (Dakota du Nord)
Pour la communauté non incorporée du Texas, voir Willow City (Texas).
La ville américaine de Willow City est située dans le comté de Bottineau, dans l’État du Dakota du Nord. Selon le recensement de 2010, sa population s’élève à 163 habitants.

## Histoire
Willow City a été fondée en 1889.

## Démographie
| Groupe            | Willow City | Dakota du Nord | États-Unis |
| ----------------- | ----------- | -------------- | ---------- |
| Blancs            | 95,1        | 90,0           | 72,4       |
| Amérindiens       | 2,5         | 5,4            | 0,9        |
| Métis             | 1,8         | 1,8            | 2,9        |
| Afro-Américains   | 0,6         | 1,2            | 12,6       |
| Autres            | 0           | 1,6            | 11,2       |
| Total             | 100         | 100            | 100        |
|                   |             |                |            |
| Latino-Américains | 0,6         | 2,0            | 16,7       |

Selon l'American Community Survey, pour la période 2011-2015, 99,43 % de la population âgée de plus de 5 ans déclare parler l'anglais à la maison et 0,57 % une autre langue.
| 1900 | 1910 | 1920 | 1930 | 1940 | 1950 |
| ---- | ---- | ---- | ---- | ---- | ---- |
| 476  | 623  | 559  | 577  | 524  | 595  |

| 1960 | 1970 | 1980 | 1990 | 2000 | 2010 |
| ---- | ---- | ---- | ---- | ---- | ---- |
| 494  | 403  | 329  | 281  | 221  | 163  |

## Source
- (en) Cet article est partiellement ou en totalité issu de l’article de Wikipédia en anglais intitulé « Willow City, North Dakota » (voir la liste des auteurs).